# مجلس الاتحاد الأوروبي
مجلس الاتحاد الأوروبي، ويشار إليه غالبًا في المعاهدات والوثائق الرسمية باسم المجلس، والمعروف بشكل غير رسمي باسم مجلس الوزراء، هو ثالث مؤسسات الاتحاد الأوروبي السبع (EU) على النحو الوارد في معاهدة الاتحاد الأوروبي. وهو واحد من ثلاث هيئات تشريعية وتعمل مع البرلمان الأوروبي على تعديل والموافقة على مقترحات المفوضية الأوروبية، التي تتخذ مبادرة تشريعية.
يشكل مجلس الاتحاد الأوروبي مع البرلمان الأوروبي الذراع القضائية للإتحاد الأوروبي.
مجلس الاتحاد الأوروبي والمجلس الأوروبي هما مؤسستا الاتحاد الأوروبي الوحيدتان الحكوميتان الدوليتان بشكل واضح، أي المنتديات التي يعبر الحاضرون عنها ويمثلون موقف السلطة التنفيذية للدول الأعضاء، سواء كانوا سفراء أو وزراء أو رؤساء دول / حكومات.
يجتمع المجلس في 10 تشكيلات مختلفة من 27 وزيرا وطنيا (واحد لكل دولة). تختلف العضوية الدقيقة لهذه التكوينات وفقًا للموضوع قيد النظر؛ على سبيل المثال، عند مناقشة السياسة الزراعية، يتشكل المجلس من 27 وزيراً وطنياً تشمل حقيبتهم مجال السياسة هذا (مع مشاركة المفوضين الأوروبيين المعنيين ولكن ليس حق التصويت).

## التشكيلة
للمجلس رئيس وأمين عام، حيث يعتبر رئيسا للمجلس وزير الدولة التي ترأس المجلس. أما بالنسبة للأمين العام فيتم اختياره بالإجماع من قبل الدول الأعضاء. ويعتبر الأمين العام الممثل الأعلى لسياسة الدفاع والخارجية المشتركة. ينوب عن المجلس لجنة الممثلين الدائمين والتي تتالف من السفراء أو من ينوب عنهم في البعثات الدبلوماسية للدول الأعضاء. تقوم اللجنة عادة بتحضير أجندة المجلس والتفاوض على القضايا الصغيرة تاركة النقاش والأتفاق على القضايا الحساسة للمجلس. تتبع للجنة ورشات عمل مكون من موظفين حكومين من الدول الأعضاء يقومون بالنقاش فيما بينهم ومن ثم يتم إحالة ما اتفقوا عليه للجنة ومن ثم للمجلس ليتم اعتماده بشكل رسمي. يدعم عمل المجلس حوالي 3000 موظف حكومي (تموز 2005) بتقديم استشارت عامة وقانونية بالإضافة لخدمات الترجمة والمساعدة كمفاوض حيادي.
تتناوب حكومات الدول الأعضاء في الاتحاد الأوروبي على رئاسة المجلس كل ستة أشهر، ويتولى الوزراء المعنيون من الدولة المعنية الرئاسة في أي وقت لضمان حسن سير الاجتماعات وتحديد جدول الأعمال اليومي. تتوفر الاستمرارية بين الرئاسات من خلال ترتيب تشاركي من ثلاث رئاسات متتالية، تعرف باسم الرئاسة الثلاثية، مشاركة البرامج السياسية المشتركة. يرأس مجلس الشؤون الخارجية (وزراء الخارجية الوطنيين) الممثل السامي للاتحاد.
وتتخذ قراراته بالأغلبية المؤهلة للتصويت في معظم المجالات، أو بالإجماع في أخرى، أو بالأغلبية البسيطة فقط للمسائل الإجرائية. عادة حيث يُعمل بالإجماع، فإنه يحتاج فقط إلى استشارة البرلمان. ومع ذلك، في معظم المجالات، يُطبق الإجراء التشريعي العادي مما يعني أن كلا من المجلس والبرلمان يتقاسمان السلطات التشريعية والميزانية بالتساوي، ومنه يتعين على كليهما الموافقة على الاقتراح لتمريره. في بعض المجالات المحدودة، قد يشرع المجلس في قانون جديد للاتحاد الأوروبي بنفسه.
تساعد الأمانة العامة لمجلس الاتحاد الأوروبي، المعروفة أيضًا باسم أمانة المجلس، مجلس الاتحاد الأوروبي، ورئاسة مجلس الاتحاد الأوروبي، والمجلس الأوروبي، ورئيس المجلس الأوروبي. الأمانة العامة يرأسها الأمين العام لمجلس الاتحاد الأوروبي. تنقسم الأمانة العامة إلى سبع مديريات عامة، يدير كل منها مدير عام.

## التاريخ
ظهر المجلس لأول مرة في الجماعة الأوروبية للفحم والصلب (ECSC) باسم «مجلس الوزراء الخاص»، الذي أُنشئ لموازنة السلطة العليا (السلطة التنفيذية فوق الوطنية، الآن المفوضية). كان للمجلس الأصلي صلاحيات محدودة: كانت القضايا المتعلقة بالفحم والصلب فقط من اختصاص السلطة، وكانت موافقة المجلس مطلوبة فقط في قرارات خارج نطاق الفحم والفولاذ. بشكل عام، قام المجلس بفحص السلطة العليا فقط (السلطة التنفيذية). في عام 1957، أنشأت معاهدات روما مجتمعين جديدين، ومعهما مجلسان جديدان: مجلس الجماعة الأوروبية للطاقة الذرية (EAEC) ومجلس الجماعة الاقتصادية الأوروبية (EEC). ومع ذلك، وبسبب الاعتراضات على السلطة فوق الوطنية للسلطة، فإن مجالسهم تتمتع بصلاحيات أكبر؛ الهيئات التنفيذية الجديدة كانت تعرف باسم «اللجان».
في عام 1965 عانى المجلس من «أزمة الكرسي الفارغ». بسبب الخلافات بين الرئيس الفرنسي شارل ديغول والمقترحات الزراعية للجنة، من بين أمور أخرى، قاطعت فرنسا جميع اجتماعات المجلس. أدى هذا إلى توقف عمل المجلس حتى حُل المأزق في العام التالي من خلال تسوية لوكسمبورغ. على الرغم من أن هذه الأزمة بدأت بمغامرة من قبل رئيس اللجنة، والتر هالشتاين، الذي فقد الرئاسة لاحقًا، إلا أن الأزمة كشفت عيوبًا في عمل المجلس.
بموجب معاهدة الاندماج لعام 1967، دمج كل من مجلس الجماعة الأوروبية للفحم والصلب (ECSC) الخاص ومجلس الجماعة الأوروبية للطاقة الذرية (EAEC) (مع مؤسساتهم المستقلة الأخرى) في مجلس الجماعة الاقتصادية الأوروبية (EEC)، والذي سيكون بمثابة مجلس واحد للمجتمعات الأوروبية. في عام 1993، اعتمد المجلس اسم «مجلس الاتحاد الأوروبي»، بعد إنشاء الاتحاد الأوروبي بموجب معاهدة ماستريخت. وقد عززت تلك المعاهدة المجلس، بإضافة المزيد من العناصر الحكومية الدولية في نظام الركائز الثلاث. ومع ذلك، في الوقت نفسه، عُزز البرلمان والمفوضية داخل ركيزة المجتمع، مما حد من قدرة المجلس على العمل بشكل مستقل.
ألغت معاهدة لشبونة نظام الركائز ومنحت سلطات إضافية للبرلمان. كما قامت بدمج الممثل السامي للمجلس مع رئيس السياسة الخارجية للمفوضية، حيث يترأس هذا الشخص الجديد مجلس الشؤون الخارجية بدلاً من الرئاسة الدورية. أُعلن المجلس الأوروبي مؤسسةً منفصلةًُ عن المجلس، ويرأسه أيضًا رئيس دائم، وذُكرت تشكيلات المجلس المختلفة في المعاهدات لأول مرة.
اتسم تطور المجلس بارتفاع سلطة البرلمان، حيث كان على المجلس تقاسم سلطاته التشريعية. لطالما رفض البرلمان رغبات المجلس. وقد أدى ذلك في بعض الحالات إلى حدوث صدامات بين الهيئتين مع نظام المجلس الحكومي الدولي الذي يتعارض مع النظام البرلماني المتطور والمبادئ فوق الوطنية.

## السلطات والوظائف
الغرض الأساسي من المجلس هو العمل كإحدى الهيئتين اللتين تمارسان حق النقض في الإجراء التشريعي للاتحاد الأوروبي، والأخرى هي البرلمان الأوروبي. يعملان معًا على تعديل مقترحات المفوضية الأوروبية أو الموافقة عليها أو رفضها، والتي لها السلطة الوحيدة لاقتراح القوانين. بالاشتراك مع البرلمان، يتمتع المجلس بسلطة ميزانية الاتحاد ولديه سيطرة أكبر من البرلمان على المجالات الحكومية الدولية في الاتحاد الأوروبي، مثل السياسة الخارجية وتنسيق الاقتصاد الكلي. أخيرًا، قبل دخول معاهدة لشبونة حيز التنفيذ، كان يتمتع رسميًا بالسلطة التنفيذية للاتحاد الأوروبي التي منحتها للمفوضية الأوروبية. يعتبره البعض مكافئًا لمجلس الشيوخ في الهيئة التشريعية للاتحاد الأوروبي، على الرغم من أنه لم يوصف على هذا النحو في المعاهدات. يمثل المجلس الحكومات التنفيذية للدول الأعضاء في الاتحاد الأوروبي ومقره في مبنى يوروبا في بروكسل.

### الإجراء التشريعي

توضيح مبسط لقواعد التصويت المطبقة ضمن الإجراءات التشريعية العادية. يتضمن الإجراء الفعلي مراحل مختلفة من المشاورات بهدف التوصل إلى حل وسط بين مواقف المجلسين التشريعيين.

السلطة التشريعية للاتحاد الأوروبي مقسمة بين المجلس والبرلمان والمفوضية. مع تطور علاقات وسلطات هذه المؤسسات، وُضعت إجراءات تشريعية مختلفة لاعتماد القوانين. في وقت مضى، كان مبدأ «رأي اختياري» (بالفرنسية: avis facultatif) هو: «المفوضية تقترح، والمجلس يقرر»، ولكن الآن الغالبية العظمى من القوانين تخضع الآن للإجراء التشريعي العادي، والذي يعمل على مبدأ أن موافقة كل من المجلس والبرلمان مطلوبة قبل اعتماد القانون.
بموجب هذا الإجراء، تقدم المفوضية اقتراحًا إلى البرلمان والمجلس. بعد القراءة الأولى للبرلمان قد يقترح تعديلات. في حالة قبول المجلس لهذه التعديلات تتم المصادقة على التشريع. إذا لم تفعل ذلك فإنها تتبنى «موقفا مشتركا» وتقدم تلك النسخة الجديدة إلى البرلمان. في القراءة الثانية، إذا وافق البرلمان على النص أو لم يتخذ أي إجراء، يُعتمد النص، وإلا فقد يقترح البرلمان تعديلات إضافية على اقتراح المجلس. قد يرفض بشكل صريح من قبل الأغلبية المطلقة من أعضاء البرلمان الأوروبي. إذا استمر عدم موافقة المجلس على موقف البرلمان، فسينقل النص إلى «لجنة التوفيق» المكونة من أعضاء المجلس بالإضافة إلى عدد متساوٍ من أعضاء البرلمان الأوروبي. إذا تمكنت اللجنة من اعتماد نص مشترك، فيجب الموافقة عليها في قراءة ثالثة من قبل كل من المجلس والبرلمان أو يتم التخلي عن الاقتراح.
المجالات القليلة الأخرى التي تعمل بالإجراءات التشريعية الخاصة هي العدل والشؤون الداخلية والميزانية والضرائب وجوانب معينة من مجالات السياسة الأخرى: مثل الجوانب المالية للسياسة البيئية. في هذه المجالات، يقرر المجلس أو البرلمان القانون بمفرده. يعتمد الإجراء المستخدم أيضًا على نوع الفعل المؤسسي الذي يتم استخدامه. أقوى فعل هو لائحة أو فعل أو قانون قابل للتطبيق بشكل مباشر في مجمله. ثم هناك توجيهات تلزم الأعضاء بأهداف معينة يجب عليهم تحقيقها، لكنهم يفعلون ذلك من خلال قوانينهم الخاصة، ومن ثم يكون لديهم مجال للمناورة في اتخاذ القرار بشأنها. القرار هو أداة تركز على شخص أو مجموعة معينة ويمكن تطبيقها بشكل مباشر. يمكن للمؤسسات أيضًا إصدار توصيات وآراء تكون مجرد إعلانات غير ملزمة.
يصوت المجلس بإحدى الطرق الثلاث؛ الإجماع أو الأغلبية البسيطة أو الأغلبية المؤهلة. في معظم الحالات، يصوت المجلس على القضايا من خلال التصويت بالأغلبية المؤهلة، مما يعني أنه يجب أن يكون هناك ما لا يقل عن 55٪ من الدول الأعضاء (15 على الأقل) الذين يمثلون معًا 65٪ على الأقل من سكان الاتحاد الأوروبي. لا يمكن تشكيل «الأقلية المعوقة» إلا من قبل 4 دول أعضاء على الأقل تمثل 35٪ على الأقل من سكان الاتحاد الأوروبي.

### الشؤون الخارجية
تختلف الأدوات القانونية التي يستخدمها مجلس السياسة الخارجية والأمنية المشتركة عن القوانين التشريعية. في إطار السياسة الخارجية والأمنية المشتركة (CFSP)، تتكون هذه العناصر من «مواقف مشتركة» و«أعمال مشتركة» و«استراتيجيات مشتركة». تتعلق المواقف المشتركة بتحديد سياسة خارجية أوروبية تجاه دولة ثالثة معينة مثل تعزيز حقوق الإنسان والديمقراطية في ميانمار، أو منطقة مثل جهود تحقيق الاستقرار في منطقة البحيرات الأفريقية الكبرى، أو قضية معينة مثل دعم المحكمة الجنائية الدولية. إن الموقف المشترك، بمجرد الاتفاق عليه، يكون ملزمًا لجميع دول الاتحاد الأوروبي التي يجب أن تتبع وتدافع عن السياسة التي تُراجع بانتظام. يشير العمل المشترك إلى إجراء منسق بين الدول لنشر الموارد لتحقيق هدف ما، على سبيل المثال لإزالة الألغام أو لمكافحة انتشار الأسلحة الصغيرة. حددت الاستراتيجيات المشتركة هدفًا وألزمت موارد الاتحاد الأوروبي بهذه المهمة لمدة أربع سنوات.

### سلطة الميزانية
علاوة على ذلك، يتولى الفرع التشريعي رسمياً سلطة موازنة الاتحاد. تخضع ميزانية الاتحاد الأوروبي إلى شكل من أشكال الإجراء التشريعي العادي بقراءة واحدة تمنح البرلمان سلطة على الميزانية بأكملها (قبل عام 2009، كان تأثيره يقتصر على مناطق معينة) على على قدم المساواة للمجلس. إذا كان هناك خلاف بينهما، يُعرض على لجنة التوفيق كما هو الحال بالنسبة للمقترحات التشريعية. أما إذا لم يُوافق على نص التوفيق المشترك، فيجوز للبرلمان اعتماد الموازنة بشكل نهائي. بالإضافة إلى الميزانية، يقوم المجلس بتنسيق السياسة الاقتصادية للأعضاء.

## التنظيم
يتضمن النظام الداخلي للمجلس الأحكام الضرورية لتنظيمه وعمله.

### الرئاسة
رئاسة المجلس ليست منصبًا واحدًا، بل تتولاها حكومة دولة عضو. يتم التناوب على الرئاسة بين الدول كل ستة أشهر بترتيب محدد مسبقًا من قبل أعضاء المجلس، مما يسمح لكل دولة برئاسة الهيئة. من عام 2007، تتعاون كل ثلاث دول أعضاء مجتمعة لمدة ثمانية عشر شهرًا على جدول أعمال مشترك، على الرغم من أن دولة واحدة فقط تتولى الرئاسة رسميًا لفترة الستة أشهر العادية. على سبيل المثال، كان الرئيس في النصف الثاني من عام 2007، البرتغال، هو الثاني في ثلاث دول إلى جانب ألمانيا وسلوفينيا التي كانت البرتغال تتعاون معها. يجتمع المجلس في تشكيلات مختلفة (كما هو موضح أدناه) لذلك تتغير عضويته حسب المشكلة. سيكون الشخص الذي يرأس المجلس دائمًا عضوًا من الدولة التي تتولى الرئاسة. كما يقوم مندوب من الرئاسة التالية بمساعدة العضو الرئيس ويمكنه تولي العمل إذا طلب منه ذلك. لكن الاستثناء هو مجلس الشؤون الخارجية، الذي يترأسه الممثل السامي منذ دخول معاهدة لشبونة حيز التنفيذ.
دور رئاسة الجمهورية إداري وسياسي. وهي مسؤولة من الناحية الإدارية عن إجراءات وتنظيم عمل المجلس خلال فترة ولايته. وهذا يشمل استدعاء المجلس للاجتماعات جنبًا إلى جنب مع توجيه عمل كوريبر واللجان ومجموعات العمل الأخرى. وفي المجال السياسي دوره هو التعامل الناجح مع القضايا والتوسط في المجلس. ويشمل ذلك على وجه الخصوص وضع جدول أعمال المجلس، وبالتالي إعطاء الرئاسة نفوذاً كبيراً في عمل المجلس خلال فترة ولايته. تلعب الرئاسة أيضًا دورًا رئيسيًا في تمثيل المجلس داخل الاتحاد الأوروبي وتمثيل الاتحاد الأوروبي دوليًا، على سبيل المثال في الأمم المتحدة.

### التكوينات

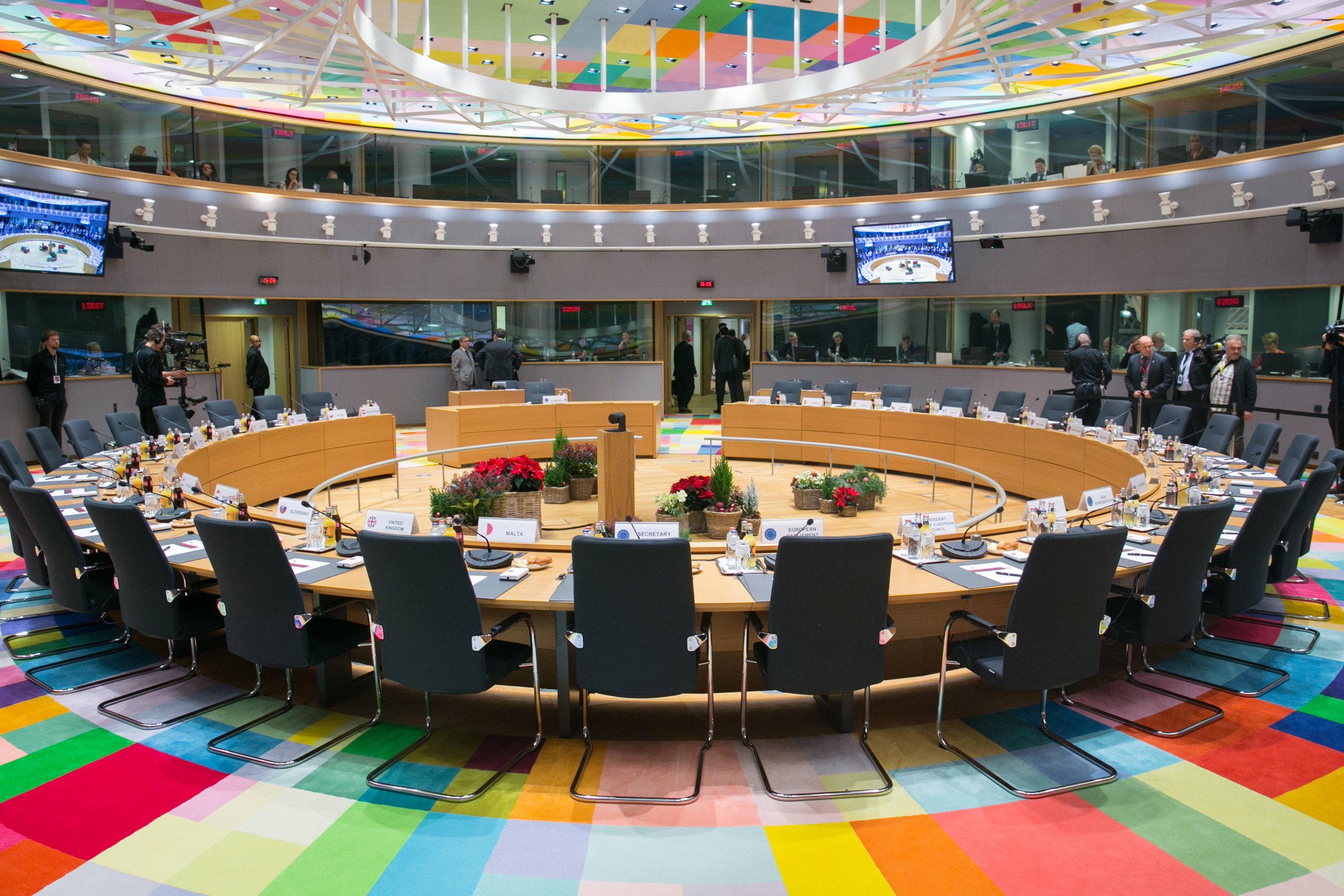
منذ عام 2017، كان مبنى يوروبا، الذي يظهر هنا، هو مقر المجلس.

من الناحية القانونية، يعتبر المجلس كيانًا واحدًا ولكنه من الناحية العملية مقسم إلى عدة تشكيلات مختلفة للمجلس. تنص المادة 16 (6) من معاهدة الاتحاد الأوروبي على ما يلي:
- يتولى مجلس الشؤون العامة ضمان الاتساق في عمل تشكيلات المجلس المختلفة. ويتعين عليه التحضير وضمان متابعة اجتماعات المجلس الأوروبي، بالتنسيق مع رئيس المجلس الأوروبي والمفوضية.
- يتعين على مجلس الشؤون الخارجية وضع الإجراءات الخارجية للاتحاد على أساس المبادئ التوجيهية الإستراتيجية التي وضعها المجلس الأوروبي والتأكد من أن عمل الاتحاد متسق.

كل تشكيل مجلس يتعامل مع مجال وظيفي مختلف، على سبيل المثال الزراعة ومصايد الأسماك. في هذا التشكيل، يتألف المجلس من وزراء من حكومة كل دولة مسؤولين عن هذا المجال: وزيرا الزراعة والثروة السمكية. يتولى رئاسة هذا المجلس عضو من الدولة الذي يتولى الرئاسة (انظر القسم أعلاه). وبالمثل، يتألف مجلس الشؤون الاقتصادية والمالية من وزراء المالية الوطنيين، ولا يزالون وزيرًا واحدًا لكل دولة ويشغل الرئاسة عضو من الدولة التي تترأس المجلس. تجتمع المجالس بشكل غير منتظم على مدار العام باستثناء التشكيلات الثلاثة الرئيسية (الثلاثة الأولى أدناه) التي تجتمع مرة واحدة في الشهر. اعتبارًا من 2020، هناك عشر تشكيلات:
الشؤون العامة (GAC)
تنسق الشؤون العامة عمل المجلس، وتستعد لاجتماعات المجلس الأوروبي وتتعامل مع القضايا التي تعبر مختلف تشكيلات المجلس.
الشؤون الخارجية (FAC)
برئاسة الممثل السامي، بدلاً من الرئاسة، فإنه يدير السياسة الأمنية والدفاعية المشتركة للاتحاد الأوروبي (CFSP) السياسة الخارجية والأمنية المشتركة للاتحاد الأوروبي (CSDP)، التعاون التجاري والتنمية. يجتمع أحيانًا في تكوين دفاعي.
الشؤون الاقتصادية والمالية (Ecofin)
يتألف من وزراء الاقتصاد والمالية في الدول الأعضاء. وهي تشمل شؤون الميزانية ومنطقة اليورو من خلال مجموعة غير رسمية تتألف فقط من وزراء أعضاء منطقة اليورو.
الزراعة والثروة السمكية (Agrifish)
تتألف من وزراء الزراعة والثروة السمكية في الدول الأعضاء. وهي تنظر في الأمور المتعلقة بالسياسة الزراعية المشتركة، والسياسة المشتركة لمصايد الأسماك، والغابات، والزراعة العضوية، وسلامة الأغذية والأعلاف، والبذور، ومبيدات الآفات، ومصايد الأسماك.
العدل والشؤون الداخلية (JHA)
يجمع هذا التكوين وزراء العدل ووزراء الداخلية في الدول الأعضاء. يشمل الحماية المدنية.
التوظيف والسياسة الاجتماعية والصحة وشؤون المستهلك (EPSCO)
تتألف من وزراء التوظيف والحماية الاجتماعية وحماية المستهلك والصحة وتكافؤ الفرص.
التنافسية (COMPET)
تم إنشاؤه في يونيو 2002 من خلال دمج ثلاثة تكوينات سابقة (السوق الداخلية والصناعة والأبحاث). اعتمادا على البنود المدرجة على جدول الأعمال، يتكون هذا التشكيل من الوزراء المسؤولين عن مجالات مثل الشؤون الأوروبية والصناعة والسياحة والبحث العلمي. مع دخول معاهدة لشبونة حيز التنفيذ، اكتسب الاتحاد الأوروبي الكفاءة في المسائل الفضائية، وعُزِلت سياسة الفضاء إلى مجلس التنافسية.
النقل والاتصالات والطاقة (TTE)
تم إنشاؤه في يونيو 2002، من خلال دمج ثلاث سياسات في إطار واحد، وبتكوين يختلف وفقًا لبنود محددة في جدول أعماله. يجتمع هذا التكوين مرة كل شهرين تقريبًا.
البيئة (ENV)
يتألف من وزراء البيئة الذين يجتمعون حوالي أربع مرات في السنة.
التعليم والشباب والثقافة والرياضة (EYC)
يتألف من وزراء التعليم والثقافة والشباب والاتصالات والرياضة، ويلتقون حوالي ثلاث أو أربع مرات في السنة. يشمل القضايا السمعية والبصرية.
واستكمالا لهذه، تجمع اللجنة السياسية والأمنية (PSC) السفراء لمراقبة الأوضاع الدولية وتحديد السياسات داخل CSDP، لا سيما في الأزمات. المجلس الأوروبي مشابه لتكوين المجلس ويعمل بطريقة مماثلة، لكنه يتألف من قادة وطنيين (رؤساء حكومات أو دول) وله رئيسه الخاص، منذ عام 2019، تشارلز ميشيل. الغرض من الهيئة هو تحديد «القوة الدافعة» العامة للاتحاد. يتعامل المجلس الأوروبي مع القضايا الرئيسية مثل تعيين رئيس المفوضية الأوروبية الذي يشارك في اجتماعات الهيئة.
مجموعة اليورو، مكون منطقة اليورو في Ecofin، هي أيضًا مجموعة رسمية لها رئيسها الخاص. نظيرتها في المجلس الأوروبي هي قمة اليورو الرسمية في 2011 ومعاهدة الاستقرار والتنسيق والحكم في الاتحاد الاقتصادي والنقدي (TSCG).
بعد بدء سريان اتفاق إطاري بين الاتحاد الأوروبي ووكالة الفضاء الأوروبية (ESA) تشكيل مجلس الفضاء المشترك - اجتماع مشترك ومتزامن لمجلس الاتحاد الأوروبي ومجلس وكالة الفضاء الأوروبية على المستوى الوزاري والتعامل مع تنفيذ سياسة الفضاء الأوروبية المعتمدة من قبل كل من المنظمات.

### الإدارة
توفر الأمانة العامة للمجلس البنية التحتية المستمرة للمجلس، وتقوم بالتحضير للاجتماعات، ومشاريع التقارير، والترجمة، والسجلات، والوثائق، وجداول الأعمال، ومساعدة الرئاسة. الأمين العام للمجلس هو رئيس الأمانة العامة. تنقسم الأمانة العامة إلى سبع مديريات عامة، يدير كل منها مدير عام.
لجنة الممثلين الدائمين (COREPER) هي هيئة مكونة من ممثلين عن الدول (سفراء، موظفون مدنيون، إلخ.) يجتمعون كل أسبوع لإعداد عمل ومهام المجلس. يراقب وينسق العمل ويتعامل مع البرلمان بشأن تشريعات القرار المشترك. وهي مقسمة إلى مجموعتين من الممثلين (Coreper II) ونوابهم (Coreper I). يتم التعامل مع الزراعة بشكل منفصل من قبل اللجنة الخاصة للزراعة (SCA). تقدم مجموعات العمل العديدة تقاريرها إلى المجلس من خلال Coreper أو SCA.

## الحكومات الممثلة في المجلس
نصت معاهدة لشبونة على إجراء تغيير في نظام التصويت اعتبارًا من 1 نوفمبر 2014 لمعظم الحالات لمضاعفة تصويت الأغلبية المؤهلة، لتحل محل نظام أوزان التصويت. يجب أن تتخذ القرارات التي يتخذها المجلس من قبل 55٪ من الدول الأعضاء التي تمثل 65٪ على الأقل من سكان الاتحاد الأوروبي.
جميع أعضاء المجلس تقريبًا أعضاء في حزب سياسي على المستوى الوطني، ومعظمهم أعضاء في حزب سياسي على المستوى الأوروبي. ومع ذلك، يتكون المجلس لتمثيل الدول الأعضاء بدلاً من الأحزاب السياسية وطبيعة الحكومات الائتلافية في عدد من الدول تعني أن تقسيم الحزب في تشكيلات مختلفة للمجلس يختلف باختلاف الحزب المحلي الذي كُلف بالوزارة. ومع ذلك، فإن التوافق الأيديولوجي الواسع للحكومة في كل دولة يؤثر على طبيعة القانون الذي ينتجه المجلس ومدى تأثير الارتباط بين الأحزاب المحلية على أعضاء البرلمان الأوروبي للتصويت بطريقة معينة.

## الموقع
بقرار من المجلس الأوروبي في إدنبرة في ديسمبر 1992، يتخذ المجلس مقعده في بروكسل، ولكن في أبريل ويونيو وأكتوبر، يعقد اجتماعاته في مدينة لوكسمبورغ. بين عامي 1952 و1967 عقد مجلس الجماعة الأوروبية للفحم والصلب (ECSC) اجتماعاته في مدينة لوكسمبورغ في بلدية سيركل في ساحة أرمز. انتقلت أمانتها في مناسبات عديدة ولكن بين عامي 1955 و 1967 مكثت في منطقة فيرلورنكوست بالمدينة. في عام 1957، مع إنشاء مجتمعين جديدين بمجالسهما الخاصة، منحت حرية التصرف في الموقع للرئاسة الحالية. من الناحية العملية، كان هذا في قصر فال دوتشيس حتى خريف عام 1958، وفي ذلك الوقت انتقل إلى 2 شارع رافنشتاينسترات في بروكسل.
اتفاقية عام 1965 بشأن موقع المؤسسات المندمجة حديثًا، كان من المقرر أن يكون المجلس في بروكسل ولكنه سيجتمع في مدينة لوكسمبورغ خلال أبريل ويونيو وأكتوبر. انتقلت سكرتارية الجماعة الأوروبية للفحم والصلب (ECSC) من مدينة لوكسمبورغ إلى أمانة مجلس الهيئة المدمجة في مبنى رافنشتاين في بروكسل. في عام 1971، انتقل المجلس وأمانته إلى مبنى شارلمان، بجوار بيرلايمونت التابع للجنة، ولكن سرعان ما نفد حيز المجلس وانتقل الفرع الإداري للأمانة العامة إلى مبنى في 76 شارع جوزيف الثاني/جوزيف الثاني-سترات وأثناء ثمانينيات القرن الماضي، انتقلت أقسام اللغة إلى مباني نيرفينس وفرير أوربان وجيمارد.
في عام 1995، انتقل المجلس إلى مبنى جوستوس ليبسيوس، عبر الطريق من شارلمان. ومع ذلك، كان عدد موظفيها لا يزال يتزايد، لذلك استمرت في استئجار مبنى الأخ أوربان لإيواء قسمي اللغة الفنلندية والسويدية. استمر الموظفون في الزيادة واستأجر المجلس، بالإضافة إلى امتلاك مباني جوستوس ليبسيوس وكورتنبرغ وفرويسارت واسباس رولين ومرتفعات ولويه. منذ الاستحواذ على مبنى ليكس في عام 2008، لم تعد المباني الثلاثة المذكورة أعلاه قيد الاستخدام من قبل خدمات المجلس.
عندما يجتمع المجلس في مدينة لوكسمبورغ، يجتمع في مركز مؤتمرات كيرشبرغ، ومقره في المركز الأوروبي في هضبة دو كيرشبيرج. كما يجتمع المجلس من حين لآخر في ستراسبورغ وفي مدن أخرى مختلفة، وكذلك خارج الاتحاد: على سبيل المثال في عام 1974 عندما اجتمع في طوكيو وواشنطن العاصمة أثناء إجراء محادثات التجارة والطاقة. بموجب النظام الداخلي الحالي للمجلس، يمكن للمجلس، في ظروف استثنائية، عقد أحد اجتماعاته خارج بروكسل ولوكسمبورغ.
اعتبارًا من عام 2017، اعتمد كل من مجلس الاتحاد الأوروبي والمجلس الأوروبي مبنى يوروبا الذي شُيد لهذا الغرض مقرًا رسميًا لهما، على الرغم من استمرارهما في الاستفادة من التسهيلات التي يوفرها مبنى جوستوس ليبسيوس المجاور. استخدمت النقطة المحورية للمبنى الجديد، وهو الهيكل المميز متعدد الطوابق على شكل «الفانوس» والذي تقع فيه غرفة الاجتماعات الرئيسية، في الشعارات الرسمية الجديدة لمؤسستي الاتحاد الأوروبي.